# PPIC
PPIC (англ. Peptidylprolyl isomerase C) – білок, який кодується однойменним геном, розташованим у людей на короткому плечі 5-ї хромосоми. Довжина поліпептидного ланцюга білка становить 212 амінокислот, а молекулярна маса — 22 763.
| 10         |  | 20         |  | 30         |  | 40         |  | 50         |
| ---------- |  | ---------- |  | ---------- |  | ---------- |  | ---------- |
| MGPGPRLLLP |  | LVLCVGLGAL |  | VFSSGAEGFR |  | KRGPSVTAKV |  | FFDVRIGDKD |
| VGRIVIGLFG |  | KVVPKTVENF |  | VALATGEKGY |  | GYKGSKFHRV |  | IKDFMIQGGD |
| ITTGDGTGGV |  | SIYGETFPDE |  | NFKLKHYGIG |  | WVSMANAGPD |  | TNGSQFFITL |
| TKPTWLDGKH |  | VVFGKVIDGM |  | TVVHSIELQA |  | TDGHDRPLTN |  | CSIINSGKID |
| VKTPFVVEIA |  | DW         |  |            |  |            |  |            |

A: Аланін

C: Цистеїн

D: Аспарагінова кислота

E: Глутамінова кислота

F: Фенілаланін

G: Гліцин

H: Гістидин

I: Ізолейцин

K: Лізин

L: Лейцин

M: Метіонін

N: Аспарагін

P: Пролін

Q: Глутамін

R: Аргінін

S: Серин

T: Треонін

V: Валін

W: Триптофан

Кодований геном білок за функціями належить до ізомераз, ротамаз. 
Задіяний у таких біологічних процесах, як ацетилювання, поліморфізм. 
Локалізований у цитоплазмі.